# It Just Won't Do
It Just Won't Do is een nummer van de Britse dj Tim Deluxe uit 2002, ingezongen door de Ierse zangeres Sam Obernik en geschreven door Ben Onono.
Het nummer werd vooral in Europa een (grote) danshit. In het Verenigd Koninkrijk bereikte het de 14e positie. Het meeste succes had het nummer in de Nederlandse Top 40, waar het de 6e positie behaalde en Dancesmash op Radio 538 werd. In de Vlaamse Ultratop 50 was "It Just Won't Do" goed voor een 18e positie.